# John Lewis Partnership
Společnost John Lewis Partnership je společnost družstevního typu, vzniklá v roce 1864 a vlastněná britskými zaměstnanci. Provozuje obchodní domy John Lewis, samoobslužné supermarkety Waitrose a několik dalších služeb.

## Charakteristika
Společnost vlastní holdingem zastupujícím všechny jejich zaměstnance, označované za partnery, kteří mají vliv na způsob obchodování a také podíl na ročním zisku, který je obvykle znatelným přilepšením k jejich platu. Skupina je třetí největší soukromá společnost ve Spojeném království.
John Lewis vyniká také tím, že v roce 2010 porazila jako nejlepší britský internetový prodejce v roce 2010, kdy porazila Marks & Spencer. Řetězec je tradičně zaměřený na vysokou kvalitu zboží a služeb a oslovoval výhradně střední a vyšší třídu nakupujících. V současnosti rozšířil záběr marketingové strategie na všechny typy zákazníků a uvedl na trh sortiment Value v prodejnách John Lewis a Essential ve Waitrose a zvětšila svůj obrat.
Toto Partnerství také obsluhuje webový supermarket Ocado vlastními značkami potravin Waitrose a vlastními značkami spotřebního zboží John Lewis.

## Organizace Partnerství
Každý zaměstnanec je partnerem v Partnerství (The John Lewis Partnership), a má možnost ovlivnit podnik prostřednictvím odvětvových fór, kde probíhá diskuze o místních záležitostech každého obchodu, a také prostřednictvím divizních rad. Vrcholným orgánem je Rada Partnerství, do níž partneři volí nejméně 80 procent z 82 zástupců. Ostatní členy rady jmenuje předseda společnosti. Rady mají pravomoc jednat o jakýchkoli záležitostech a odpovídají za nekomerční for stránky podnikání: rozvoj společenských aktivit Partnerství a jeho charitativní činnost.
Rada partnerství dále volí pět ředitelů do správní rady (Partnership Board), která odpovídá za obchodní činnosti, a do které předseda jmenuje dalších pět členů. Zbývající dva členy správní rady jsou předseda a jeho zástupce.
Každý řadový partner má také otevřený kanál pro vyjádření svých názorů vůči nadřízeným a předsedovi.
Partnerství vydává vnitropodnikový časopis Noviny (The Gazette). Je to nejstarší vnitropodnikový zpravodaj ze všech dosud vycházejících v Británii. Partneři mohou psát anonymně dopisy oběma verzím časopisů na účet managementu holdingu.

## Společenské aktivity
Partnerství Johna Lewise má velice široký program sociálních aktivit pro své partnery včetně dvou velkých venkovských usedlostí s parkem, hřišti a tenisovými kurty, golfového klubu, jachtařského klubu s pěti jachtami a třemi venkovskými hotely poskytující ubytování partnerům na dovolenou. Partneři jsou také zapojeni do velmi žádaného penzijního programu, platí jim zaměstnanecké životní pojištění a mají štědrou dovolenou. Navíc po 25 letech služby ve společnosti partneři dostávají placenou šestiměsíční dovolenou, známou jako Long Leave (Dlouhé volno).
A nakonec, každý partner dostává výroční výkonnostní odměnu (bonus) – podíl na zisku. Počítá se jako procentně stejný podíl z platu pro každého od vrcholného vedení až po prodavače a skladníky. Bonus závisí na ziskovosti Partnerství za každý rok a od roku 2000 se pohybuje mezi 9 a 20 procenty ročního platu partnera.
V roce 1999 v reakci na propad zisku volali někteří partneři po uvolnění společného výpočtu bonusů a jejich převod na akcie na trhu. Kdyby se to prosadilo, každý partner by obdržel náhlou nadílku v průměru 100 tisíc liber (asi 3 miliony korun). Nakonec s touto myšlenkou nesouhlasila žádná z rad Partnerství a pouze jediný partner se vyslovil pro referendum o této záležitosti.
Dlouhé roky platilo starosvětské pravidlo, že jen předseda smí psát zeleným inkoustem. Údajně tato regule přišla z armády, kde směl zeleně psát výhradně nejvyšší velitel, aby byli podřízení schopní ve své korespondenci snadno zachytit tu jeho a přečíst ji ponejprv.